# Puchar Interkontynentalny w Lekkoatletyce 2010 – sztafeta 4 × 100 m kobiet
Sztafeta 4 x 100 metrów kobiet – jedna z konkurencji rozegranych podczas pucharu interkontynentalnego w Splicie. Sprinterki rywalizowały 4 września – pierwszego dnia zawodów.

## Rezultaty
| Poz. | Reprezentacja  | Zawodnicy                                                                       | Czas  |
| ---- | -------------- | ------------------------------------------------------------------------------- | ----- |
| 1.   | Ameryka        | Cydonie Mothersill Debbie Ferguson-McKenzie Shalonda Solomon Kelly-Ann Baptiste | 43.07 |
| 2.   | Europa         | Ołesia Powch Natalija Pohrebniak Marija Riemień Jelizaweta Bryzhina             | 43.77 |
| 3.   | Afryka         | Ruddy Zang Milama Agnes Osazuwa Oludamola Osayomi Blessing Okagbare             | 43.88 |
| 4.   | Azja i Oceania | Maki Wada Chisato Fukushima Yumeka Sano Momoko Takahashi                        | 44.54 |